# Bajo Martín
Il Bajo Martín (in aragonese: Martín Baxo) è una delle 33 comarche dell'Aragona, con una popolazione di 7 383 abitanti; suo capoluogo è Híjar.
Amministrativamente fa parte della provincia di Teruel, che comprende 10 comarche.